# Праздник Обливского арбуза
Праздник Обливского арбуза — мероприятие, которое было учреждено в 2014 году. Праздничные гуляния ежегодно проходят на центральной площади станицы Обливской Обливского района Ростовской области.

## История
История Дня Обливского арбуза тесно переплетена с историей станицы Обливской, в которой этот праздник появился. В момент своего основания, станица с трех сторон была окружена водой. Позже, водные просторы превратились в небольшие озера и заливы. Это создало благоприятные условия для основания песчаных и супесчаных почв, где со временем, учитывая комфортные условия, стали расти арбузы. Неподалеку от станицы устраивались казачьи арбузные базары, куда свозились арбузы.
Сам праздник был учрежден в 2014 году ко дню празднования 270-летия с момента основания станицы Обливской. В 2014 году он отмечался 20 сентября. Был организован конкурс на создание лучшей рекламы праздника арбузов. Победители во время уличных гуляний должны были быть награждены дипломами и памятными призами. Также были организованы конкурсы на лучшую эмблему, частушку или стихотворение к празднику. Проводился конкурс-парад велосипедов и детских колясок. В 2015 году празднование состоялось 22 августа, а в 2016 году — 13 августа. В этот год в мероприятии принимал участие заместитель Губернатора Ростовской области Василенко Вячеслав Николаевич.